# Открытый чемпионат Австралии по теннису 2016
Открытый чемпионат Австралии 2016 — 104-й розыгрыш ежегодного профессионального теннисного турнира серии Большого шлема, проводящегося в австралийском городе Мельбурн на кортах местного спортивного комплекса «Мельбурн Парк». Традиционно выявляются победители соревнования в девяти разрядах: в пяти — у взрослых и четырёх — у старших юниоров.
В 2016 году матчи основных сеток прошли с 18 по 31 января. Соревнование традиционно открывает сезон турниров серии в рамках календарного года.

## Соревнования

### Взрослые

#### Мужчины. Одиночный турнир
Новак Джокович обыграл  Энди Маррея со счётом 6-1, 7-5, 7-6(3).
- 19-й в карьере Джоковича финал турнира Большого шлема (11 побед и 8 поражений) и шестой финал в Австралии (шестая победа).
- Джокович сыграл финал в Австралии пятый раз за последние шесть лет.
- 9-й в карьере Маррея финал турнира Большого шлема (2 победы и 7 поражений) и пятый финал в Австралии (пятое поражение).
- Джокович и Маррей четвёртый раз встретились в финале в Австралии с 2011 года. Джокович выиграл все четыре матча, Маррей смог взять лишь два сета.
- 31-я встреча Джоковича и Маррея и 22-я победа Джоковича.

#### Женщины. Одиночный турнир
Анжелика Кербер обыграла  Серену Уильямс со счётом 6-4, 3-6, 6-4.
- Первый в карьере Кербер финал турнира Большого шлема и первая победа в нём.
- 26-й в карьере Уильямс финал турнира Большого шлема (21 победа и 5 поражений) и седьмой финал в Австралии (первое поражение).
- 7-я встреча Кербер и Уильямс и вторая победа Кербер.

#### Мужчины. Парный турнир
Джейми Маррей /  Бруно Соарес обыграли  Даниэля Нестора /  Радека Штепанека со счётом 2-6, 6-4, 7-5.
- Маррей и Соарес выиграли первый титул Большого шлема в мужском парном разряде.

#### Женщины. Парный турнир
Саня Мирза /  Мартина Хингис обыграли  Андреа Главачкову /  Луцию Градецкую со счётом 7-6(1), 6-3.
- Мирза выиграла 1-й парный титул в Австралии и 3-й за карьеру на соревнованиях Большого шлема.
- Хингис выиграла 5-й парный титул в Австралии и 12-й за карьеру на соревнованиях Большого шлема.

#### Микст
Елена Веснина /  Бруно Соарес обыграли  Коко Вандевеге /  Хория Текэу со счетом 6-4, 4-6, [10-5].
- Веснина и Текэу второй раз встретились в финалах смешанного парного турнира в Австралии. В 2012 году Веснина в паре с индийцем Леандром Паесом проиграла Текэу и американке Бетани Маттек-Сандс.
- Бруно Соарес взял свой второй титул в этом году в Австралии. Такое достижение последний раз удавалось Серене Уильямс в 2010 году. Титул в мужском парном разряде он завоевал вместе с Джейми Марреем, которого выбил из розыгрыша смешанного парного турнира в четвертьфинале.

### Юниоры

#### Юноши. Одиночный турнир
Оливер Андерсон обыграл  Журабека Каримова со счётом 6-2, 1-6, 6-1.

#### Девушки. Одиночный турнир
Вера Лапко обыграла  Терезу Мигаликову со счётом 6-3, 6-4.

#### Юноши. Парный турнир
Алекс де Минор /  Блэйк Эллис —  Лукаш Клейн /  Патрик Рикл — 3-6, 7-5, [12-10].

#### Девушки. Парный турнир
Анна Калинская /  Тереза Мигаликова обыграли  Анастасию Зарицкую /  Даяну Ястремскую со счётом 6-1, 6-1.